# Máximo Ramos López
Máximo Ramos López (Ferrol, 4 de setembre de 1880 – Madrid, 25 de febrer de 1944) fou un pintor, il·lustrador, escenògraf i decorador gallec.